# Гушкалка
Гушкалка — река в России, протекает в Олонецком районе Карелии. Устье реки находится в 39 км по правому берегу реки Тулоксы. Длина реки составляет 22 км, площадь водосборного бассейна 177 км².

## Бассейн
К бассейну Гушкалки относятся озёра:
- Пускуярви
- Ирзиярви
- Пейзиярви

## Данные водного реестра
По данным государственного водного реестра России относится к Балтийскому бассейновому округу, водохозяйственный участок реки — Водные объекты бассейна оз. Ладожское без рр. Волхов, Свирь и Сясь, речной подбассейн реки — Нева и реки бассейна Ладожского озера (без подбассейна Свирь и Волхов, российская часть бассейнов). Относится к речному бассейну реки Нева (включая бассейны рек Онежского и Ладожского озера).
Код объекта в государственном водном реестре — 01040300212102000011679.

## Топографическая карта
- Лист карты P-36-101,102 Ильинский. Масштаб: 1 : 100 000. Состояние местности на 1983 год. Издание 1987 г.